# Funagogo
Funagogo (auch: Funangogo) ist eine kleine Riffinsel im südöstlichen Riffsaum des Atolls Funafuti, Tuvalu.

## Geographie
Die Insel liegt zwischen den Inselchen Funamanu und Fatato.